# 杜王町
杜王町（もりおうちょう）は、荒木飛呂彦の漫画『ジョジョの奇妙な冒険』に登場する架空の都市である。本記事では、作中の関連用語も解説する。

## 概要

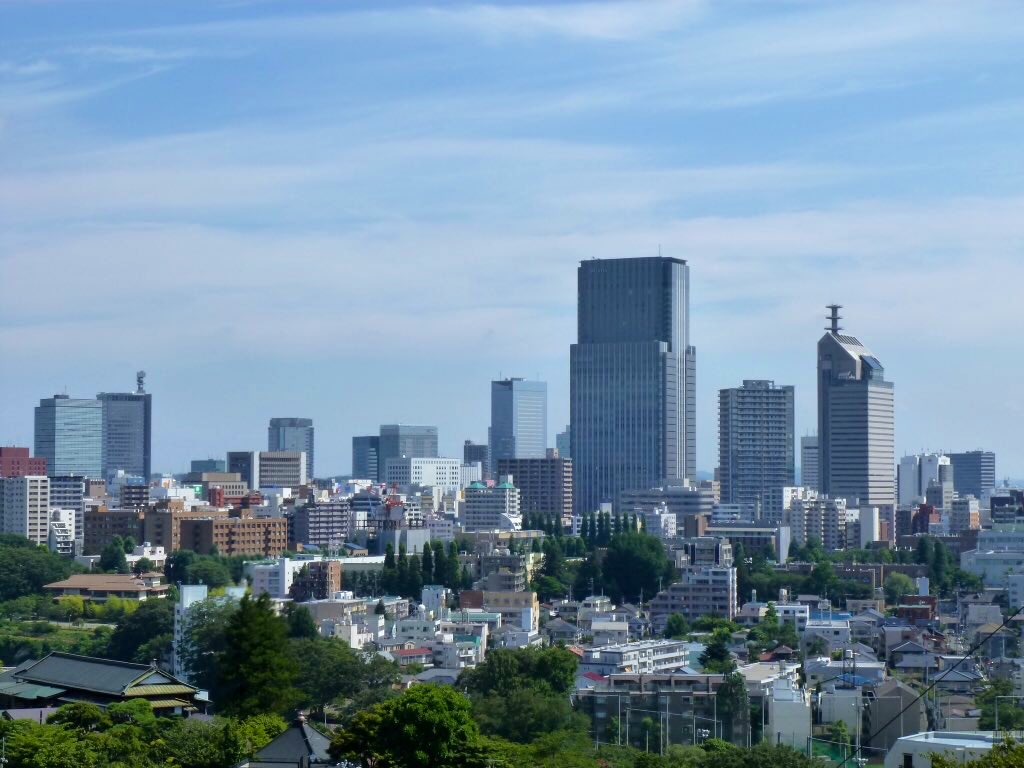
杜王町のモデルである宮城県仙台市

『ジョジョの奇妙な冒険第四部 ダイヤモンドは砕けない』、第八部『ジョジョリオン』およびそのスピンオフ作品『岸辺露伴は動かない』における主な舞台。M県S市に位置する。四部ではM県S市のベッドタウン、八部ではM県S市紅葉区にある町として登場する。人口は1994年時点で58,713人、2011年時点で47,228人。町の花はフクジュソウ。町のマークは頭文字のMがモチーフ。特産品は牛タンの味噌漬け。海水浴やキャンプなど、自然を満喫できるレジャーが人気で、例年7月1日に海開き、川開きが行われると、全国から多くの人が訪れる。
モデルは作者の荒木飛呂彦の出身地である宮城県仙台市であり、荒木は仙台をモデルに物語を描こうと思った動機について、「生まれ育ったところだからです。地形なども知っていて具体的にイメージできる。だから今の仙台というより、暮らしていたころのイメージに近いかもしれません。」と語っている。また、荒木は仙台の魅力について、「城下町と住宅街というように、歴史と現代が同居しているところ。何より、海や山に行きやすい距離感です。」としている。

## 歴史
杜王町の歴史は古く、縄文時代の住居跡が見つかっている。武将・伊達政宗の時代に現代に続く礎が作られた。江戸時代には侍の避暑地として発展し、別荘や武道の訓練場などが建てられていた。政宗の時代から続く別荘地帯と観光が今も町の財政を支えている。沿岸部の別荘地帯には、現在も当時の面影を今に伝える趣のある建物が残っている。

### 都市開発
日本中が好景気に沸いていた頃、杜王町では都市開発が行われた。電線は地中に埋まり、不要になった電柱の大半が撤去された（電線類地中化）。そのため町の景観は美しくなったが、電柱に掲示された番地を頼りに歩くことができないため、住宅地の中で現在地を確認するにはスマートフォンの地図を使う必要がある。

## 地理

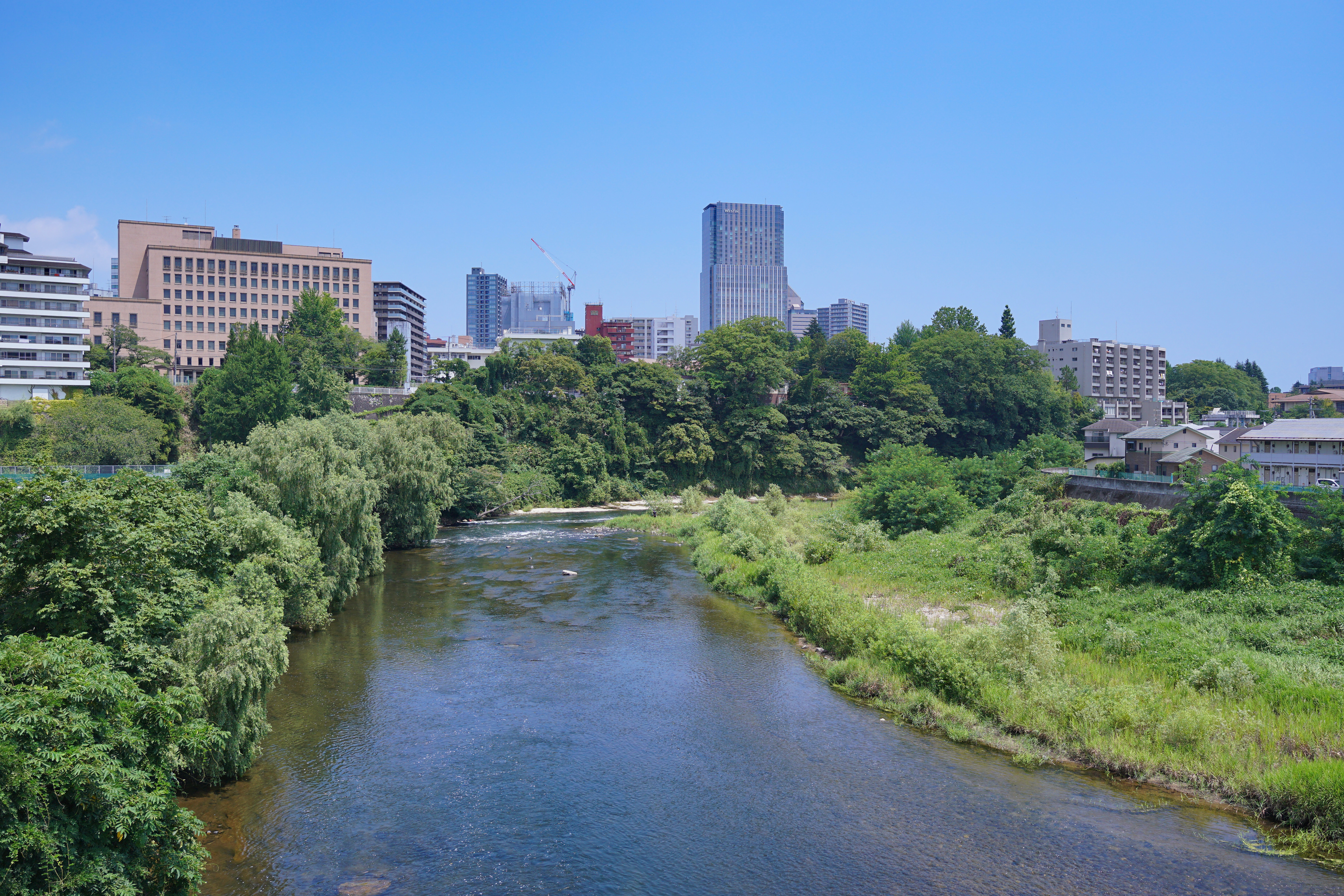
一小川のモデルである広瀬川

杜王町は、太平洋に面した海沿いの町である。山や海が近く、豊かな自然に恵まれている。杜王駅から東側にかけて町が広がっているのが特徴で、杜王駅北西部には丘陵地が広がる。沿岸部には海水浴場のほか、ボヨヨン岬、恋人岬といった名所も多い。杜王グランドホテルから北へ広がる海岸線には年間20万人から30万人の観光客が訪れる別荘、リゾート地帯があり、そのはずれに吉良吉影の邸宅がある。

### 河川
一小川
町のシンボルとして一級河川・一小川が流れるが、これは仙台市の一級河川・広瀬川がモデルと考えられる。『岸辺露伴は動かない』「月曜日 天気-雨」では、その年の降水量が特に多く、一小川が一部氾濫して住宅が浸水したと語られている。

### 山地
六壁山
漫画『岸辺露伴は動かない』「ホットサマー・マーサ」では、露伴が自宅の窓から山を眺めるシーンが1コマあり、六壁山という山があることがわかる。「六壁坂」では、露伴が妖怪伝説を取材していた山地にリゾート道路を通す計画が持ち上がり、露伴が周囲の山を6つ買ってこれを阻止。リゾート計画で高騰していた地価が暴落し、露伴は破産してしまった。

## 交通

### 鉄道駅
杜王駅
杜王町とS市を繋ぐ鉄道駅。周辺にはカフェやデパートが軒を連ねる商店街がある。駅舎は洋風のデザインで、駅前広場には池やベンチが配されている。利用客は1日5000人。『ジョジョの奇妙な冒険第四部 ダイヤモンドは砕けない』は、空条承太郎と広瀬康一、東方仗助が杜王駅前で出会った事から物語が始まる。また、間田敏和がスタンド「サーフィス」で承太郎を襲おうとした場所もこの杜王駅である。岸辺露伴は吉良吉影を探すため、杜王駅で通勤中の会社員を一人一人撮影する中で川尻早人に辿り着き、これが吉良吉影に辿り着く重要な手掛かりとなる。漫画『岸辺露伴は動かない』でも、「月曜日 天気-雨」や「D・N・A」で杜王町内にあるとみられる駅が登場する。

### バス
杜王駅前バスプールから、町内各所へ向かう路線バスや県外の主要都市行きの長距離バスが運行している。

## 名所
| 番号  | 名所                     | 行き方 |
| ----- | ------------------------ | --- |
| その① | アンジェロ岩             | 杜王町定禅寺通りバス停下車3番バス徒歩1分                                                                                |
| その② | ボヨヨン岬               | 地元の漁師に聞くと、その人が親切なら船で連れて行ってくれる                                                              |
| その③ | トラサルディー           | 杜王町国見峠霊園行きバス、途中下車徒歩1分                                                                               |
| その④ | 杜王グランドホテル       | 1番乗り場から「杜王グランド海水浴場行き」のバスに乗り、「杜王グランドホテル前」下車、徒歩0分                            |
| その⑤ | 岸辺露伴の家             | 杜王町勾当台2丁目バス停下車徒歩1分                                                                                      |
| その⑥ | 少女の幽霊に会える小道   | 杜王駅より11番バス勾当台商店街で下車。杜王町勾当台2丁目のコンビニ「オーソン」と薬屋「ドラッグのキサラ」との間に現れる。 |
| その⑦ | パン屋『サンジェルマン』 | 杜王町ぶどうヶ丘高校行きバス、途中下車徒歩2分                                                                           |
| その⑧ | 二ッ杜トンネル           | |
| その⑨ | 送電鉄塔に住む男         | |

アンジェロ岩
定禅寺の住宅街の中にある奇岩で、人の顔のようなユニークな形をしている。道標や待ち合わせスポットとして親しまれており、地域住民には岩に向かって挨拶をする人もいる。時折、人のうめき声が聞こえるという噂もある。その正体は、スタンド「アクア・ネックレス」を操る脱獄囚・片桐安十郎（通称アンジェロ）で、仗助が「クレイジー・ダイヤモンド」の能力で岩と一体化させた。杜王町定禅寺通りバス停下車3番バス徒歩1分。
杜王グランドホテル
杜王町を訪れた空条承太郎が滞在したホテル。承太郎が泊まったのは324号室。高級別荘地帯にある趣と歴史のあるホテルで、杜王町を訪れる旅行者の宿として長年愛されている。ホテル内のレストランで食べることのできる牛タンは絶品と評判。漫画『岸辺露伴は動かない』「ザ・ラン」では、杜王グランドホテル八階のトレーニングジムに岸辺露伴が通っており、俳優志望の男、橋本陽馬とトレッドミルを用いた勝負をすることになる。
国見峠霊園
虹村形兆が埋葬されている霊園。
ぶどうヶ丘高校
創立約100年の歴史を誇り、杜王町北西部・ぶどうヶ丘に立つ私立校。中等部も併設する。校舎は重厚なデザインで、屋上からは町内を一望できる。杜王駅から徒歩10分。かつてはS市にあったが、約40年前に現在地に移転した。仗助や康一、億泰らが通う学校として登場。仗助のクラスは1年B組。仗助たちのほか、学生たちには多くのスタンド使いがいた。
CAFE DEUX MAGOTS（カフェ ドゥ マゴ）
杜王駅からすぐの場所に立つカフェ。パリのカフェテラスを彷彿とさせる外観。開放感のあるテラス席が人気で、満席になることも多い。コーヒーのほか、フルーツがたっぷりとのったチョコレートパフェなどのスイーツメニューもある。由花子と康一がデートするシーンなどで登場。『岸辺露伴は叫ばない 短編小説集』「くしゃがら」では、ドゥマゴでアールグレイをお供に新作のネタを整理しようとしていた露伴が、同じくネタ作りのために店を訪れた漫画家の志士十五に捕まり、おしゃべりに付き合わされる。『岸辺露伴は戯れない 短編小説集』では、古美術商・五山一京が呼びつけておいた露伴を自宅の客間に置いて、ドゥマゴに出掛けようとした。
ボヨヨン岬
杜王港から北へ向かったところにある岬。漁師が見かけた噂話「自殺しかけた若い女を岬の岩は優しくボヨヨンと弾き飛ばした」ところから広まった名所。地元の漁師は毎朝無事を願って「神の岬」と呼んでお祈りする。
TRATTORIA Trussardi（トラットリア トラサルディー）
国見峠にあるイタリアンレストラン。イタリア人料理人のトニオ・トラサルディーが営む。メニューは、シェフのトニオが客の体調に合わせて献立を決める「お客様次第」3500円～のみ。食材本来の味と、トニオが世界各国で修業を積んで身に付けた技を生かしたイタリア料理を楽しめる。荒木飛呂彦は第4部でお気に入りのシーンとその理由について、「トニオさんのレストランのシーン。郊外にあるレストランというのが、実際にあってほしいものなので。」としている。漫画『岸辺露伴は動かない』では、露伴が訪れている。『鮑のリゾット』を食べ、眼精疲労を治した。
杜王港
太平洋に面して整備された港湾。商港、フェリー港などとして機能しており、多数のコンテナが並んでいる。承太郎の祖父であり仗助の父親であるジョセフ・ジョースターが来航した場所。ジョセフの命を狙う音石明と仗助が死闘を繰り広げた。
岸辺露伴の家
漫画家・岸辺露伴の自宅兼仕事場。敷地103坪。『7LDK』プラス屋根裏部屋。仗助とチンチロリン勝負をした際に半焼し、700万円の損害を出した。

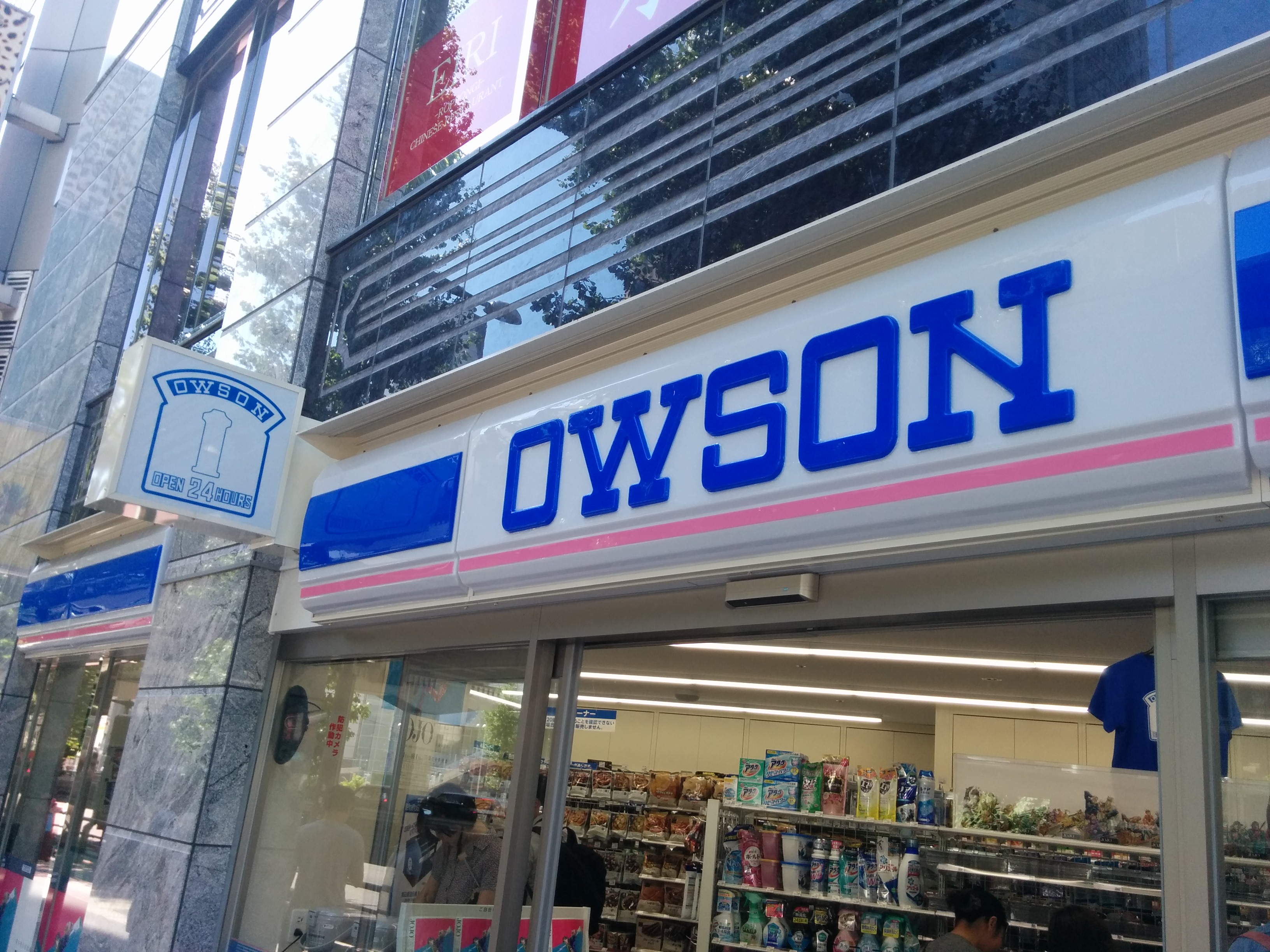
期間限定でオーソンになったローソン港六本木通店

コンビニエンスストアOWSON（オーソン）
勾当台商店街にある一見何の変哲もないコンビニエンスストア。だが、地元住民の間では幽霊に会える小道が出現すると噂の場所で、隠れた名所となっている。幼少期の思い出を辿っていた露伴と、偶然居合わせた康一は、OWSON横の小道に迷い込み、謎の少女・杉本鈴美と遭遇。そこから物語が大きく動き出す。
亀友デパート
杜王駅前にある東日本最大のチェーンデパート。 露伴が作品の取材のために康一らを伴って訪れた。吉良吉影は1988年S市内の亀友デパートに入社し、1993年より杜王町支店勤務となっている。
ぶどうヶ丘銀行

サンジェルマン
駅から伸びるグリーンロードの途中にあるパン屋。独自の製法に石窯オーブンを用いた数多いレパートリーが人気。学生、主婦、OLなど幅広い層に支持されている。人気メニューは「サンドイッチ」で、すぐに売り切れる。
シンデレラ
辻彩が営むエステ店。彼女のスタンド名も「シンデレラ」。火曜定休。杜王駅より徒歩2分。
靴のムカデ屋
吉良吉影が上着のボタン付けを依頼した店。空条承太郎、広瀬康一とシアーハートアタックのバトルが勃発した。仙台市にある、1934年創業の履物店「むかでや」がモデルとされる。
二ッ杜トンネル
国見峠とぶどうヶ丘高校方面を繋ぐ、江戸時代から杜王町の交通を支えてきたトンネル。緩やかなカーブを描いており、全長は450m。1852年（嘉永5年）に竣工し、1983年（昭和58年）に修復された。通勤、通学の通り道として、日々多くの町民が利用する。仗助と露伴が乗り合わせたバスが通過した。露伴は噴上裕也のスタンド「ハイウェイ・スター」によって幻惑され、捕らえられてしまう。
ぶどうヶ丘病院
噴上裕也が入院していた病院。噴上は525号室に入院していた。
杜王町立図書館
本になった『エニグマ』の少年が寄付された図書館。『岸辺露伴は叫ばない 短編小説集』「血栞塗」では、再版されていない稀覯本『河豚食の誘い』が杜王町の図書館に所蔵されていなかったことから、露伴がわざわざS市の図書館までこの本を探しに来ている。
ヒョウガラ列岩
杜王町の北西部に位置する岩礁群。東方家の私有地で禁漁区に指定されており、そこから南側の入り江一帯がアワビの漁場となっている。禁漁区な上、潮の影響でアワビの主食である海藻類が豊富で、タコ以外の天敵がいない状況下で生息しているため、25cm前後の大型のアワビが多く生息している。この地域では年に一度、天気の良い八月のお盆前後の満月の夜に数時間だけ月の引力の影響で潮の流れが変わり、そこに生息しているクロアワビは上下の感覚を失って岩から離れ、潮の流れに乗って海中を漂うようになる。それを列岩の外で待ち構え、手で捕まえて持ち帰る密漁法が古文書に伝わっているが、実際にはこれは密漁者に対する罠であり、うかつに行えば海中に漂うアワビが体に貼りつき、その重さによって海中に引き込まれて溺死してしまう。
六壁神社
コロナ禍で取材を満足に行えない岸辺露伴は、気分転換の散歩中に偶然この神社を訪れる。イチイの古木の根元に木の洞を利用した祠を発見し、その祠に対する好奇心から仕事への意欲を取り戻すが、自宅へ戻ると登場キャラクターのデザインが変更された『ホットサマー・マーサ』の原稿が完成しており、家に入れた事のないファンの女が我が物顔で家で生活していた。それらの現象は祠にいた藪箱法師の仕業であった。
坂ノ上税理士事務所
杜王町の外れ、ぶどうヶ丘高校と杜王霊園の間の辺りの入り組んだ住宅街の一軒家でひっそりと営業している税理士事務所。公認会計士や行政書士の資格を有し、露伴の顧問税理士でもある坂ノ上誠子が営む。
夕柳台の公園
夕柳台にある公園。なにひとつ遊具が置かれておらず、公園というより砂地の広場といった感じ。鉄柵と柳の木に囲まれており、柳の枝先が垂れ下がるせいで昼間でも薄暗く、閉塞感が漂う。かつてはブランコ、鉄棒、スプリング遊具といった遊具が置かれていたが、老人会が役所に抗議したことでそうした設備の全てが撤去された。
杜王情報通信大学
地名を冠しているが、私立校。創立からそれなりに歴史を重ねた学校で、就職率も良く、オープンで明るい校風とも相まって、生徒数は割と多い。以前から存在した校舎に加え、学部が増えたことで新校舎を設けたのだが、その校舎の新築を決めた学長が新校舎の五階で〈アジの開き〉のような死体で見つかるという奇妙な事件が起こった。

## 地名
駅前通
杜王駅があり、駅周辺にはCAFE DEUX MAGOTS（カフェ ドゥ マゴ）やデパートが軒を連ねる商店街がある。
海岸通
杜王港がある。
国見峠
杜王町西部に位置し、トニオ・トラサルディーが営むイタリアンレストラン「TRATTORIA Trussardi」がある。国見峠霊園には、虹村形兆が埋葬されている。
勾当台
岸辺露伴や杉本鈴美の自宅、コンビニエンスストアOWSON（オーソン）がある。鈴美の自宅住所は「杜王町勾当台3の12」。また、第八部には勾当台公園が登場する。
定禅寺
第四部の主人公・東方仗助の自宅がある。住所は「杜王町定禅寺1の6」。アンジェロ岩は杜王町定禅寺通りバス停下車3番バス徒歩1分の場所にある。
二本松
『岸辺露伴は動かない』「密漁海岸」で登場した地図において、ヒョウガラ列岩の東に確認できる地名。
ぶどうヶ丘
仗助らが通うぶどうヶ丘高校がある。
二ッ杜
二ッ杜トンネルがある。
六壁坂
『岸辺露伴は動かない』「六壁坂」では、露伴が妖怪伝説を取材するため、六壁坂村を訪れる。「六壁坂村」とあるので、杜王町の周辺にある村なのか、合併して杜王町内にあるのか不明。このほか、「ホットサマー・マーサ」には六壁山、六壁神社が登場する。六壁坂という地名について、荒木は「それにしても、『六壁坂』というネーミングはなぜ『六壁坂』にしたのだろうか？全然記憶が無いんです。スミマセン。本当にヤバイ。」と述べている。
夕柳台
杜王駅の西側、山手の方にある住宅地。虫の鳴き声ひとつ聞こえないほど閑静で、高齢者しか住んでいない。昔は他と変わらない喧しい土地だったが、静寂を願う老人たちの祈りによって誕生した〈黒く干涸びた老人〉が騒音の原因を排除するようになり、それ以来夕柳台は大声ではしゃぐ子供も、耳障りなカラスも、常識知らずのバイカーもいない、高齢者が安心して暮らせる静かな住宅地となった。